# Hahnenkopf (Bayern)
Der Hahnenkopf (oder auch Hahnenköpfle) ist ein 1735 m ü. NHN hoher Nebengipfel der Höfats in den Allgäuer Alpen. Er liegt östlich des Riffenkopfs in dem von der Höfats nach Westnordwesten ziehenden Kamm, der das Oytal und das Dietersbachtal trennt.
Der Hahnenkopf kann leicht vom Weg erreicht werden, der Gerstruben und das Oytal verbindet.